# 广西铜锤草
广西铜锤草（学名：Pratia wollastonii）为桔梗科铜锤玉带属下的一个种。

## 扩展阅读
- 維基物種上的相關：广西铜锤草